# Gen Re
Gen Re — одна из крупнейших в мире перестраховочных компаний, дочерняя компания Berkshire Hathaway.

## История
В 1846 году в Германии (как Cologne Re) была основана первая в мире независимая профессиональная перестраховочная компания, а в 1852 году был подписан первый договор профессионального перестрахования. Gen Re была первой компанией, предложившей факультативное перестрахование от несчастных случаев и имущества в 1950-х годах, и первой компанией, которая выписала перестрахование на основе франшизы.
История General Reinsurance Corporation восходит к 1921 году, когда название General Casualty and Surety Reinsurance Corporation получила компания, образовавшаяся при слиянии двух норвежских страховщиков — Norwegian Globe и Norwegian Assurance. В 1923 году компанию приобрели американские инвесторы, которые переименовали её в General Reinsurance Corporation.
С 1929 года General Reinsurance решила, что она будет заниматься исключительно перестраховочным бизнесом — будет продавать только напрямую страховщикам. Gen Re внесла значительный вклад в структуру сегодняшних рынков перестрахования. В 1954 году в компании был создан департамент по факультативному перестрахованию несчастных случаев, потом, в 1956 году, заработал департамент факультативного перестрахования имущества.
C 1921 года В это же время открылся филиал компании в Северной Америке. В 50-х годах XX века General Reinsurance начала международные перестраховочные операции, расширяя их географию в 60-е и 70-е годы. В 1980 году акции материнской холдинговой компании General Re Corporation были включены в листинг Нью-Йоркской фондовой биржи.
В 1994 году General Reinsurance Corporation вступает в альянс с образованной в 1846 году перестраховочной компанией Cologne Re (Kölnische Rückversicherungs-Gesellschaft).
В 1998 году компанию General Re Corporation покупает Berkshire Hathaway Inc., а в 2003 году General Reinsurance Corporation и Cologne Re выходят на рынок уже с новым именем Gen Re. В 2009 году General Reinsurance Corporation завершает покупку Cologne Re, которая с 2010 года называется General Reinsurance AG. В настоящее время объединённая компания продолжает работать под брендом Gen Re.

## Деятельность
Компания работает в 23 странах, 35 % страховых премий приходится на Азию, 26 % — на США, 22 % — на Западную Европу. Компания представлена в Lloyd’s of London Синдикатом 435 (Syndicate 435), основную часть международной деятельности осуществляет через базирующуюся в Колоне (Германия) дочернюю компанию General Reinsurance AG, дочерними компаниями в США являются General Star National Insurance Company, General Star Indemnity Company и Genesis Insurance Company.
Страховые премии за 2020 год составили 19,8 млрд долларов, из них 13,3 млрд пришлось на страхование имущества и от несчастных случаев, 5,8 млрд — на страхование жизни и медицинское страхование.